# Michael Hübner (Autor)
Michael Hübner (* 29. Mai 1953 in Uehrde) ist Gründer der Stiftung Therapeutische Seelsorge und Autor diverser Sachbücher.
Hübner studierte an der Evangelischen Hochschule Tabor und war mehrere Jahre Pastor. Seit 1990 ist er bei Entschieden für Christus angestellt, mit der Aufgabe, die Stiftung Therapeutische Seelsorge aufzubauen und zu leiten. 1994 bekam Hübner sein Diplom als Religionspädagoge bei der Evangelischen Hochschule Darmstadt. Seit 1999 ist er Dozent bei der Akademie für christliche Führungskräfte.
2009 schrieb er seine Doktorarbeit mit dem Titel „Die Eigenverantwortlichkeit in der Individualpsychologie Alfred Adlers, untersucht für die Verantwortungsseelsorge des  TS-Institutes, Neuendettelsau in Deutschland“.
Michael Hübner ist verheiratet und hat fünf Kinder.

## Veröffentlichungen (Auswahl)
- Michael Hübner, Klaus Dieter Grumbach: Praxisbuch Jungschararbeit. Hänssler Verlag, 1990, ISBN 3-7751-1536-6.
- Utina und Michael Hübner: Praxisbuch Familie & Gemeinde. Hänssler Verlag, 1994, ISBN 3-7751-2067-X.
- Jürgen Höppner, Michael Hübner, Klaus Nieland: Alles Sex oder was? Schulte&Gerth, 1996, ISBN 978-3-89437-442-6.
- Utina und Michael Hübner: Als Team in den Tag – 366 Andachten für die ganze Familie. Hänssler Verlag, 2000, ISBN 3-7751-2926-X.
- Reinhold Frey, Michael Hübner, Frieder Trommer: Geschichten für die Jungschar von A–Z. SCM R. Brockhaus, 2000, ISBN 3-417-12880-3.
- Utina und Michael Hübner: Wie man sich fühlt, so lebt man. Johannis, 2005, ISBN 3-501-07183-3.
- Martina Kessler, Michael Hübner: Von Kritik lernen ohne verletzt zu sein. Brunnen Verlag, 2013, ISBN 978-3-7655-2019-8.
- Utina und Michael Hübner: Der Kick für die Partnerschaft. Concepcion Seidel, 2020, ISBN 978-3-86716-198-5.
- Michael Hübner: Keiner ist Schuld! – Und wer trägt jetzt die Verantwortung? Concepcion Seidel, 2024, ISBN 978-3-86716-266-1.